# Fnasig fjällskivling
Fnasig fjällskivling (Macrolepiota excoriata) är en svampart som först beskrevs av Jakob Christan Schaeffer, och fick sitt nu gällande namn av Wasser 1978. Fnasig fjällskivling ingår i släktet Macrolepiota och familjen Agaricaceae.  Arten är reproducerande i Sverige. Inga underarter finns listade i Catalogue of Life.

## Källor

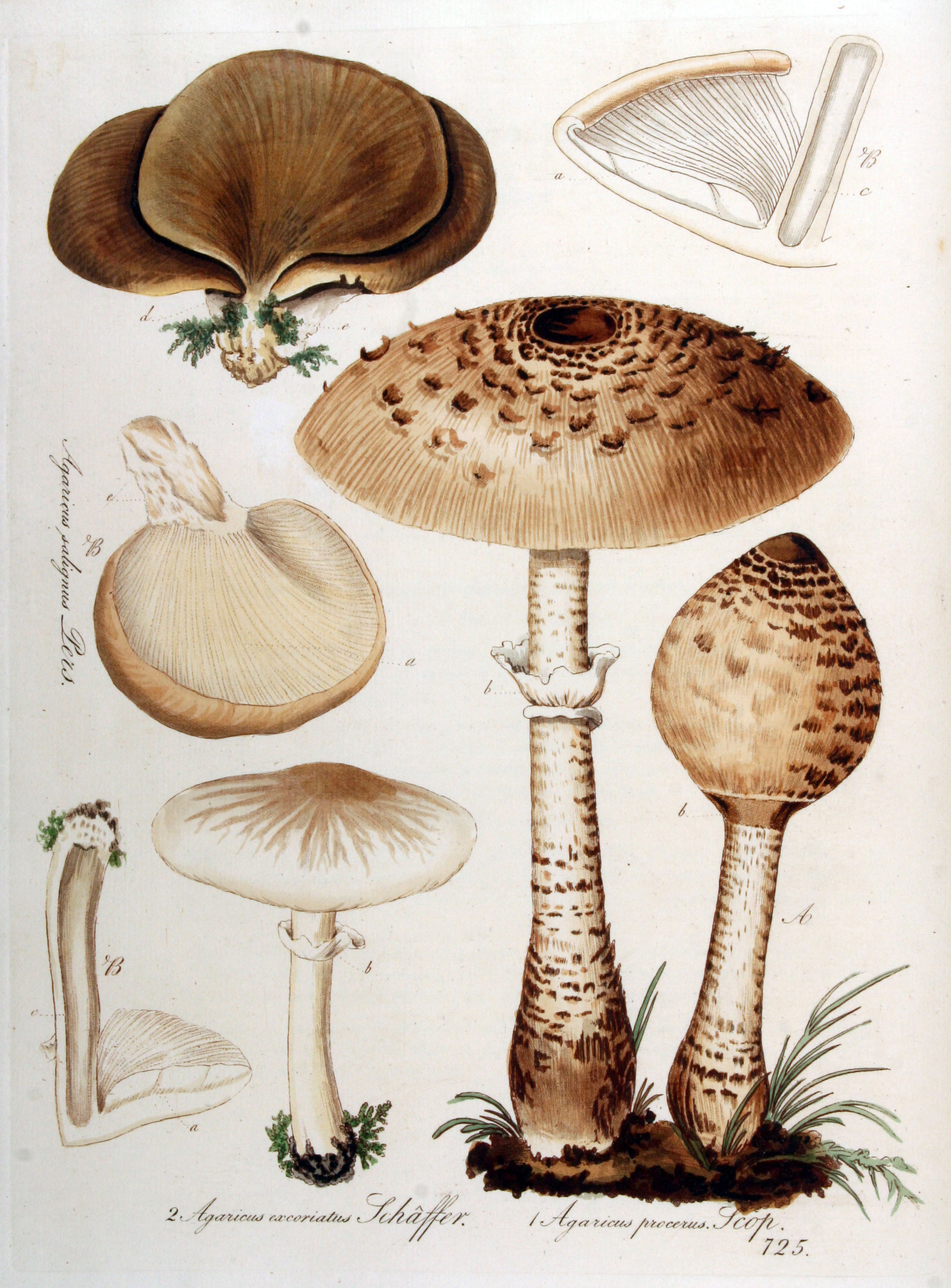
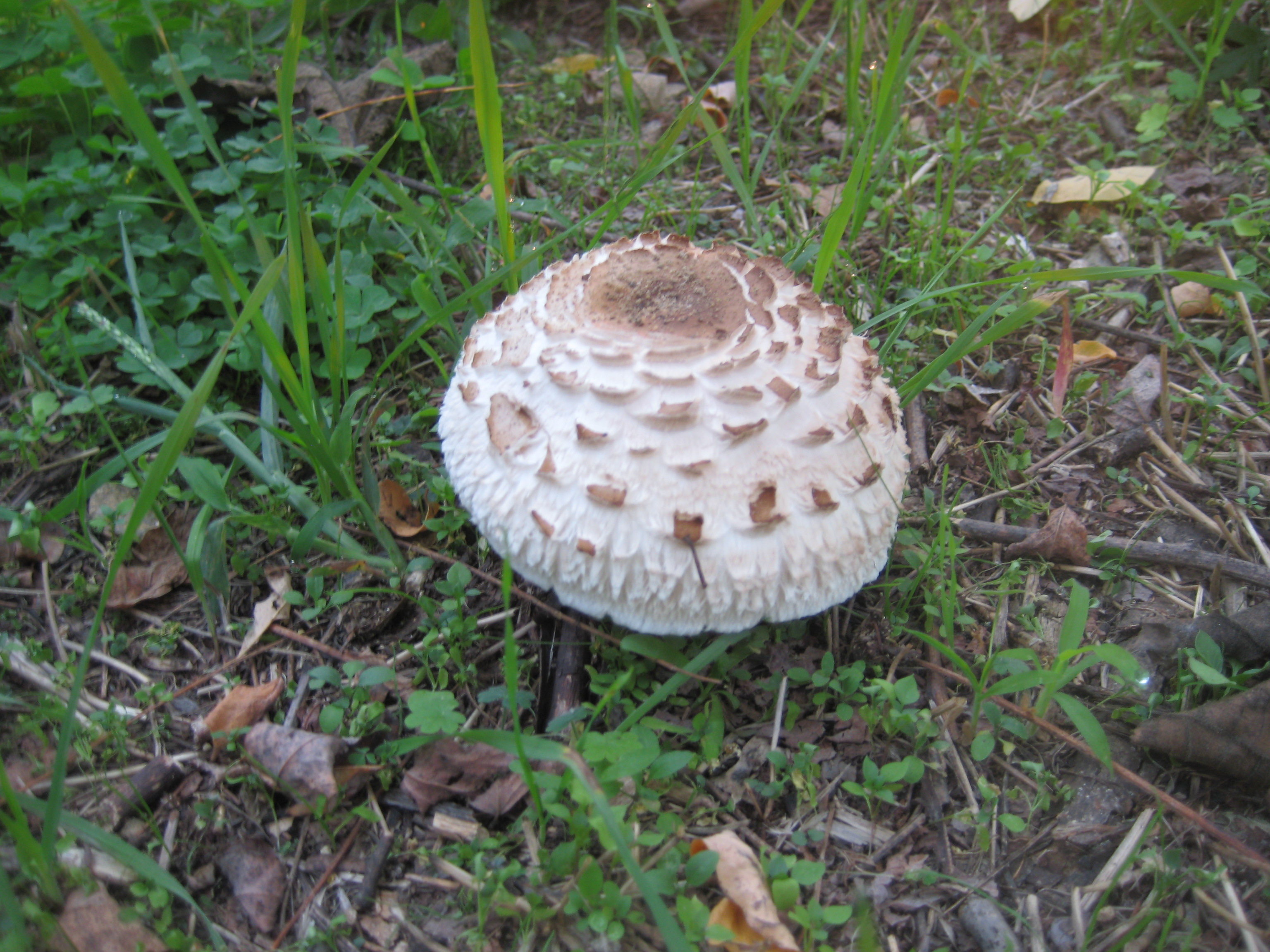
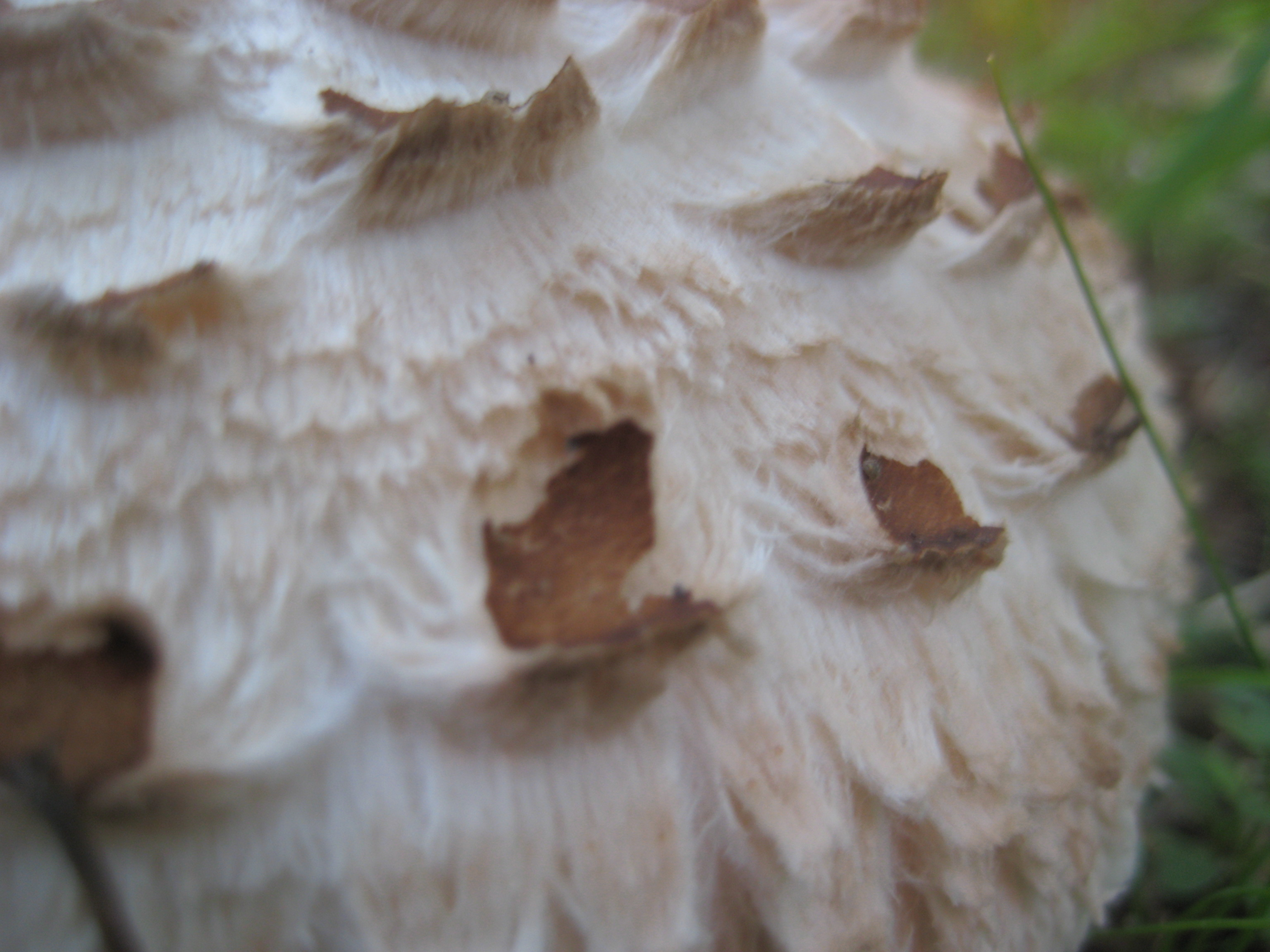